# Kostel svatého Václava (Liblice)
Římskokatolický farní kostel svatého Václava v Liblici je sakrální stavba stojící na mírném návrší v centru obce, asi 200 m východně od liblického zámku. Od roku 1966 je kostel chráněn jako kulturní památka.

## Historie

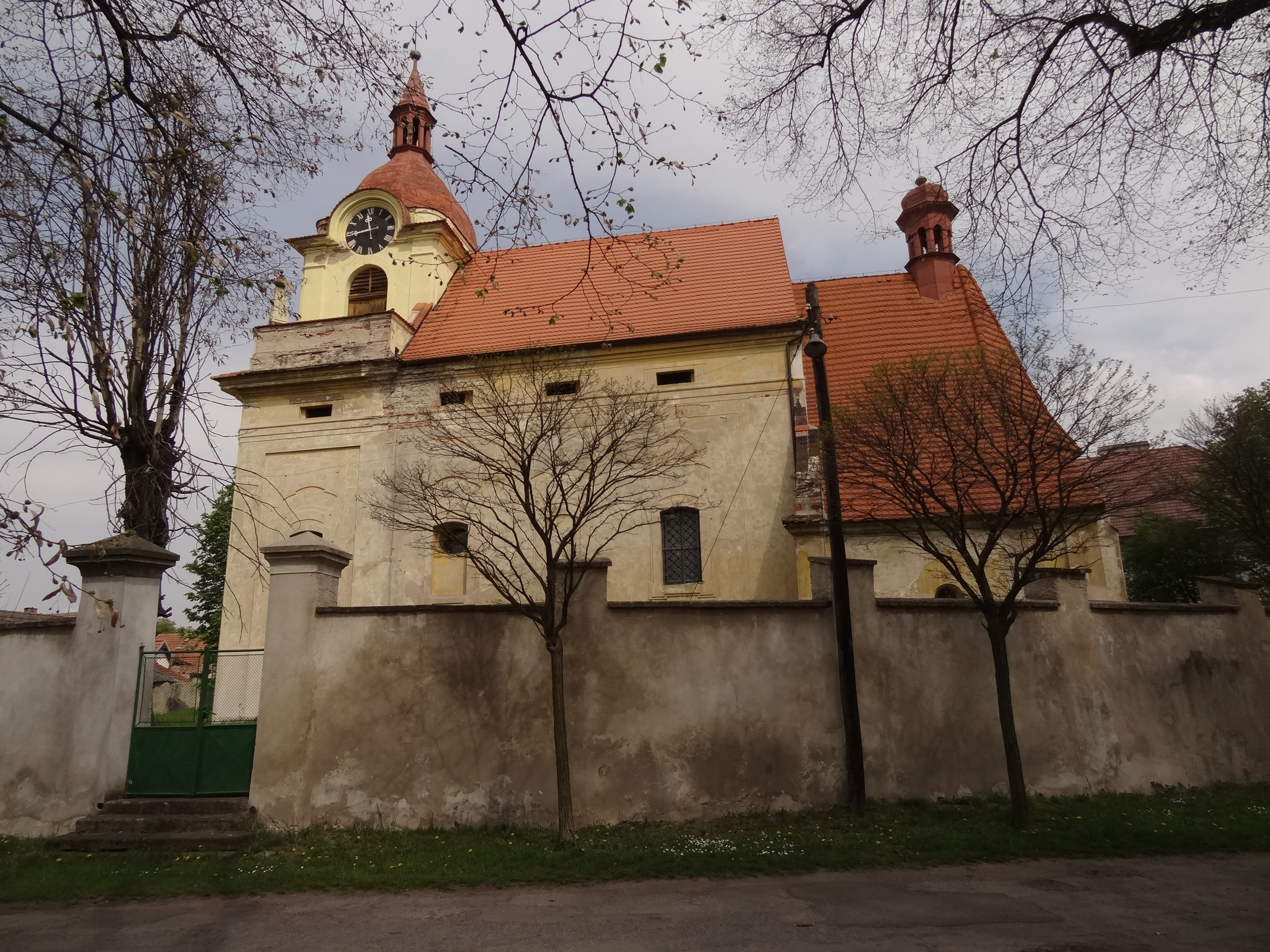
Bok kostela sv. Václava v Liblicích

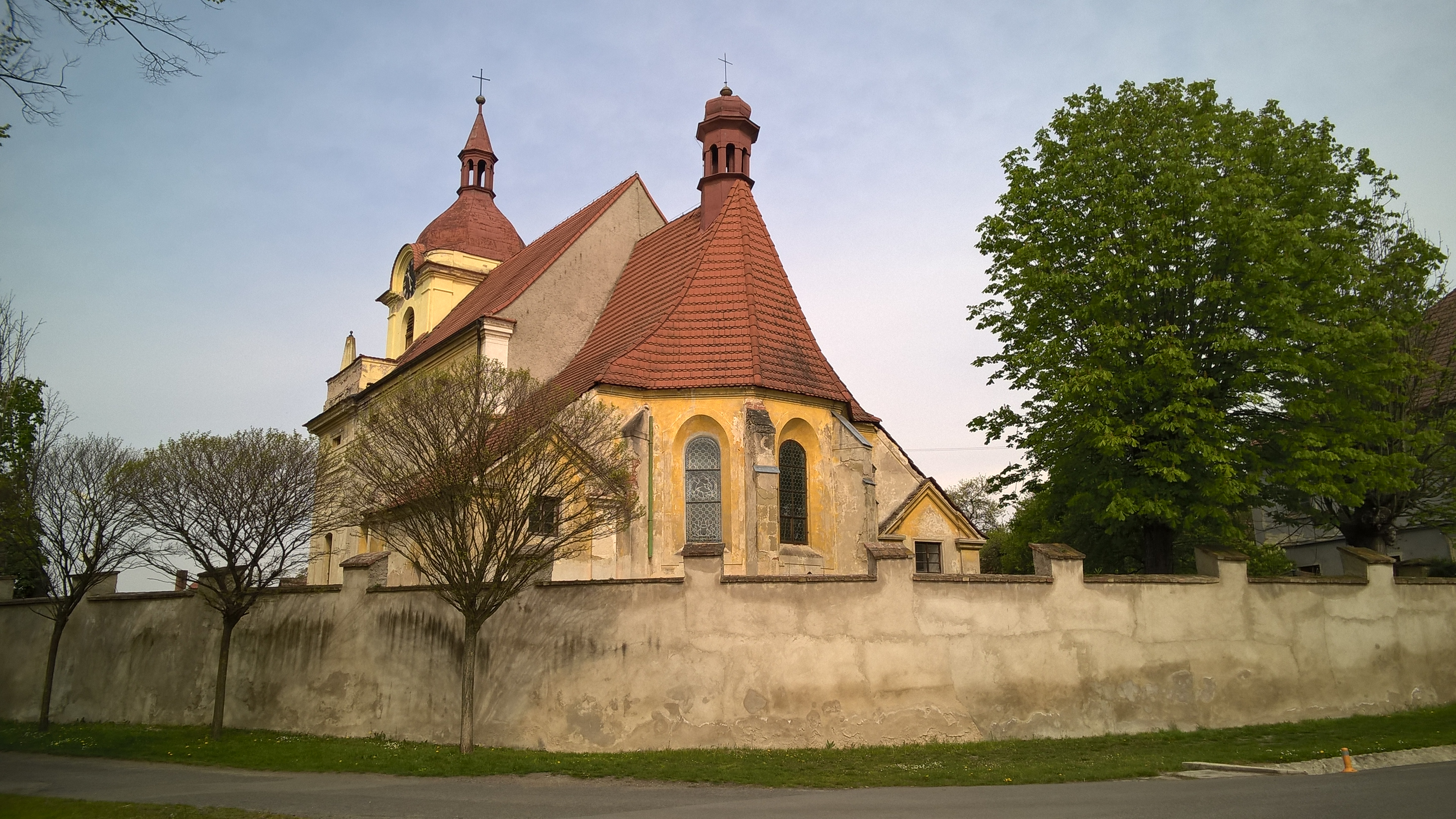
Závěr liblického kostela sv. Václava

První zprávy o obci Liblice pocházejí z roku 1321. Kostel svatého Václava byl postaven okolo roku 1384 v gotickém stylu. V roce 1710 byla přistavěna oratoř a snad i sakristie. Celkově byl kostel barokně přestavěn. V letech 1713–1715 byla postavena a věž a kostel byl snad upraven a vyzdoben štukem. Dalšími úpravami a opravami kostel prošel pak v letech 1824, 1864 a 1886.

## Architektura
Jedná se o je jednolodní obdélníkovou stavbu, zakončenou pětibokým presbytářem, obdélníkovou sakristií a patrovou oratoří po severní a jižní straně. Průčelí se středním rizalitem je vyvrcholeno hranolovou věží s cibulovou bání. Na boční fasádách jsou obdélná okna se segmentovým záklenkem, lizény a zdobná pole.
Presbytář s opěráky je prolomen vyššími, polokruhem ukončenými okny. Je sklenut křížovou klenbou. V závěru je sklenut paprsčitě. Původní žebra zakrývají barokní štukové festony vavřínových listů, které se sbíhají na konzoly z andílčích hlaviček. Klenební kápě jsou pokryty štukovými obláčky a andílčími hlavičkami. Okenní ostění mají ve vrcholu andílčí hlavy a otvory rámují štukové stuhy. Vnitřní plocha polokruhového triumfálního oblouku jsou pokryta poli z perlovce, ve kterých se střídají motivy váhy a zavinuté hlavy. V lodi je valená klenba a dřevěná kruchta. Podvěží a oratoř mají plochý strop. Sakristie je sklenuta valeně.

## Zařízení
Zařízení kostela je barokní a pochází ze druhé poloviny 17. století. Hlavní oltář je portálový, raně barokní ze druhé poloviny 17. století. Je na něm obraz představující sv. Václava vznášejícího se s anděly do nebe a pochází z roku 1729. V nástavci hlavního oltáře je obraz Svaté rodiny. Po straně jsou menší rokokové sošky sv. Václava a sv. Ludmily. Dva boční oltáře jsou raně barokní. Je na nich boltcový ornament a reliéf Ukřižování a Zvěstování. Pocházejí z poslední třetiny 17. století. Kazatelna raně barokní ze druhé poloviny 17. století byla při poslední úpravě kostela demomtována. Kostelní lavice jsou rokokové. V kostele se nacházejí sochy sv. Jana Nepomuckého a sv. Barbory v obláčcích. Jedná se o práci pocházející z první poloviny 18. století. Dále je v kostele rokokový obraz Immaculaty a obraz sv. Jana z Mathy a sv. Felixe z Valois. Kamenná křtitelnice je opatřena barokním víkem se soškou sv. Jana Křtitele. Při hlavním oltáři jsou dva cínové kandelábry z roku 1673. Na dveřích se nachází kartuše s datem 1735. Pod hlavním oltářem se nacházejí hrobky Pachtů z Rájova a Deymů ze Střítěže. Původní varhany byly z roku 1680 a nynější byly postaveny roku 1886.

## Okolí kostela
V obci se nachází kaple Panny Marie z roku 1699. Západně od zámku je pseudorománská osmiboká hrobní kaple Thun-Hohensteinů, která má liché sloupkové arkády. Na její jehlancové střeše je lucerna a kaple je sklenuta kupolí. Na hřbitově je náhrobek J. Josefa hraběte Pachty z roku 1822, který je signován I. Platzer fe. Na náhrobku je nápis v českém jazyce: „Roku Páně 1822 dne 17. března usnul v Pánu v 99. roku věku svého pan Jan Josef Pachta, generál a dvorský komorník, pán panství Liblic. Kdokoli to čteš, pomodli se čtouce :  Ať odpočívá v pokoji Amen.“
 Na západní straně od kostela byla r. 1770 postavena socha sv. Jana Nepomuckého s nápisem:  DIVf pater pairIae beLLo faMe pesteqVeLassIs oro patrIotIs patroCInaretVIs , Svatý otče vlasti, prosím zastaň se svých krajanů zkoušených válkou, hladem a morem Sečteme-li velikostí zvýrazněná písmena (římské číslice) dostaneme letopočet 1772, zajímavé je, že ve slově pairIae je první i nezvýrazněné, pokud jde o chybu tak je letopočet postavení sochy 1773. Na severovýchodní straně kostela se nalézá budova Římsko-katolické farnosti - zmínka o zdejší faře je z roku 1384.  Základní kámen nynější fary byl položen16. června 1873. Na jižní straně pak r. 1854 postaven železný kříž na památku zasnoubení  Jejich C. K. veličenstev Františka Josefa a Alžběty Bavorské.